# Ronjpelana parva
Ronjpelana parva är en insektsart som beskrevs av Young 1986. Ronjpelana parva ingår i släktet Ronjpelana och familjen dvärgstritar. Inga underarter finns listade i Catalogue of Life.